# Право на домовину
Право на домовину је, према појединим правним академицима, глобално људско право које произилази из Универзалне декларације о људским правима, рачунавши њен члан 9. Замисао се развила у немачкој правној науци и у одређеној мери је призната у немачком уставном праву. Значајни заговорници овог права су правни академици: Курл Рабл, Рудолф Лаун, Ото Киминих, Дитер Блуменвиц, Феликс Ермакора и Алфред-Маурице де Цајас. Концепт је релевантан за расправе о етничком чишћењу у Европи након Другог светског рата (посебно Немаца и Мађара), етничком чишћењу у Палестини, Кипру и другим областима.